# فابيو فلين
فابيو فلين (بالإيطالية: Fabio Felline)‏ (و. 1990 – م) هو راكب دراجة هوائية، من إيطاليا، ولد في تورينو، شارك في طواف إسبانيا، وطواف إسبانيا 2014، وسباق طواف فرنسا 2010، وطواف فرنسا، وطواف إيطاليا 2014.

## سباقات أو مراحل فاز بها
| التاريخ        | السباق                          | المركز                      |
| -------------- | ------------------------------- | --------------------------- |
| 27 مارس 2010   | إي ثري هاريل بيك 2010           | العاشر في التصنيف العام     |
| 01 يناير 2012  | 2012 Gran Premio Bruno Beghelli |                             |
| 15 أبريل 2012  | جيرو أبنينس 2012                |                             |
| 15 سبتمبر 2012 | ميموريال ماركو بانتاني 2012     |                             |
| 26 مايو 2013   | طواف إيطاليا 2013               | السابع في تصنيف أفضل شاب    |
| 13 أغسطس 2013  | طواف أين 2013                   | الرابع في تصنيف النقاط      |
| 23 مارس 2014   | ميلان-سان ريمو 2014             | المرتبة 20 في التصنيف العام |
| 01 يناير 2015  | طواف لايغويليا 2014             |                             |
| 28 فبراير 2015 | كلاسيك سود أرديتشي 2015         |                             |
| 01 مارس 2015   | لادهوم الكلاسيكي 2015           |                             |
| 07 مارس 2015   | ستراد بينك 2015                 | الثامن في التصنيف العام     |
| 06 سبتمبر 2015 | جي بي دي فورميس 2015            |                             |
| 11 سبتمبر 2016 | طواف إسبانيا 2016               | الأول في تصنيف النقاط       |
| 12 فبراير 2017 | تروفيو لايقويليا 2017           | الأول في التصنيف العام      |
| 30 أغسطس 2020  | ميموريال ماركو بانتاني 2020     |                             |

## روابط خارجية
- فابيو فلين على موقع الاتحاد الدولي للدراجات (الإنجليزية)
- فابيو فلين على موقع أرشيف الدراجات (الإنجليزية)
- فابيو فلين على موقع إحصائيات الدراجات الإحترافية (الإنجليزية)
- فابيو فلين على موقع نسبة الدراجات (الإنجليزية)
- فابيو فلين على موقع CycleBase (الإنجليزية)